# Kasumigaura (sjö)

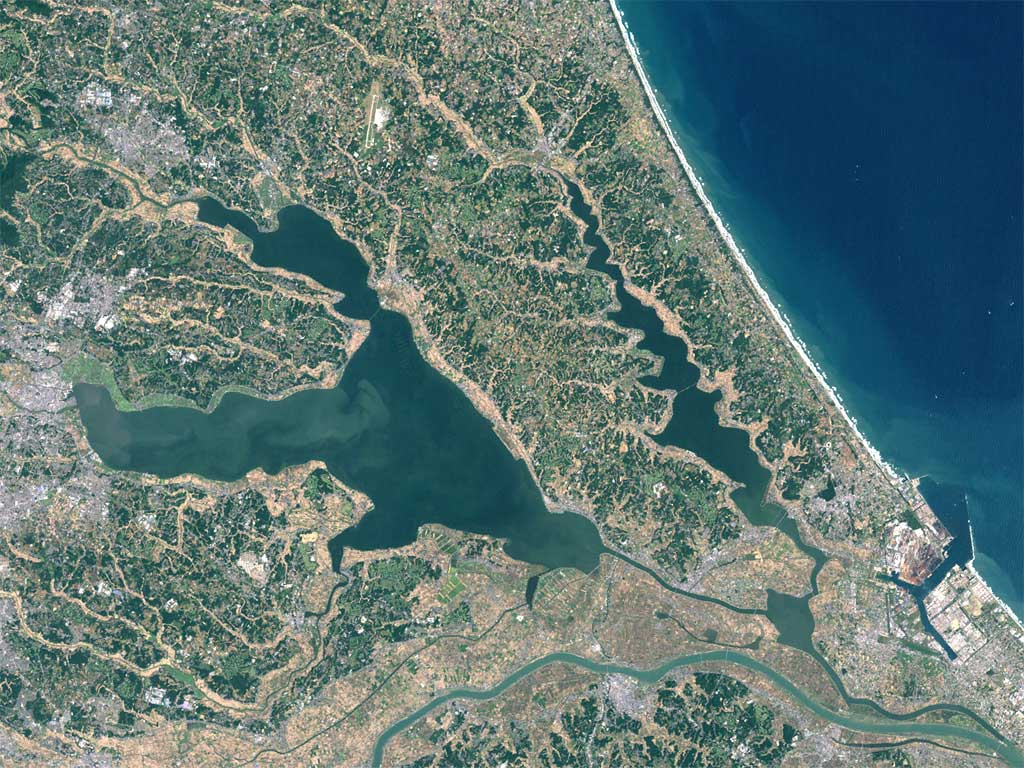
Satellitbild av Kasumigaurasjön.

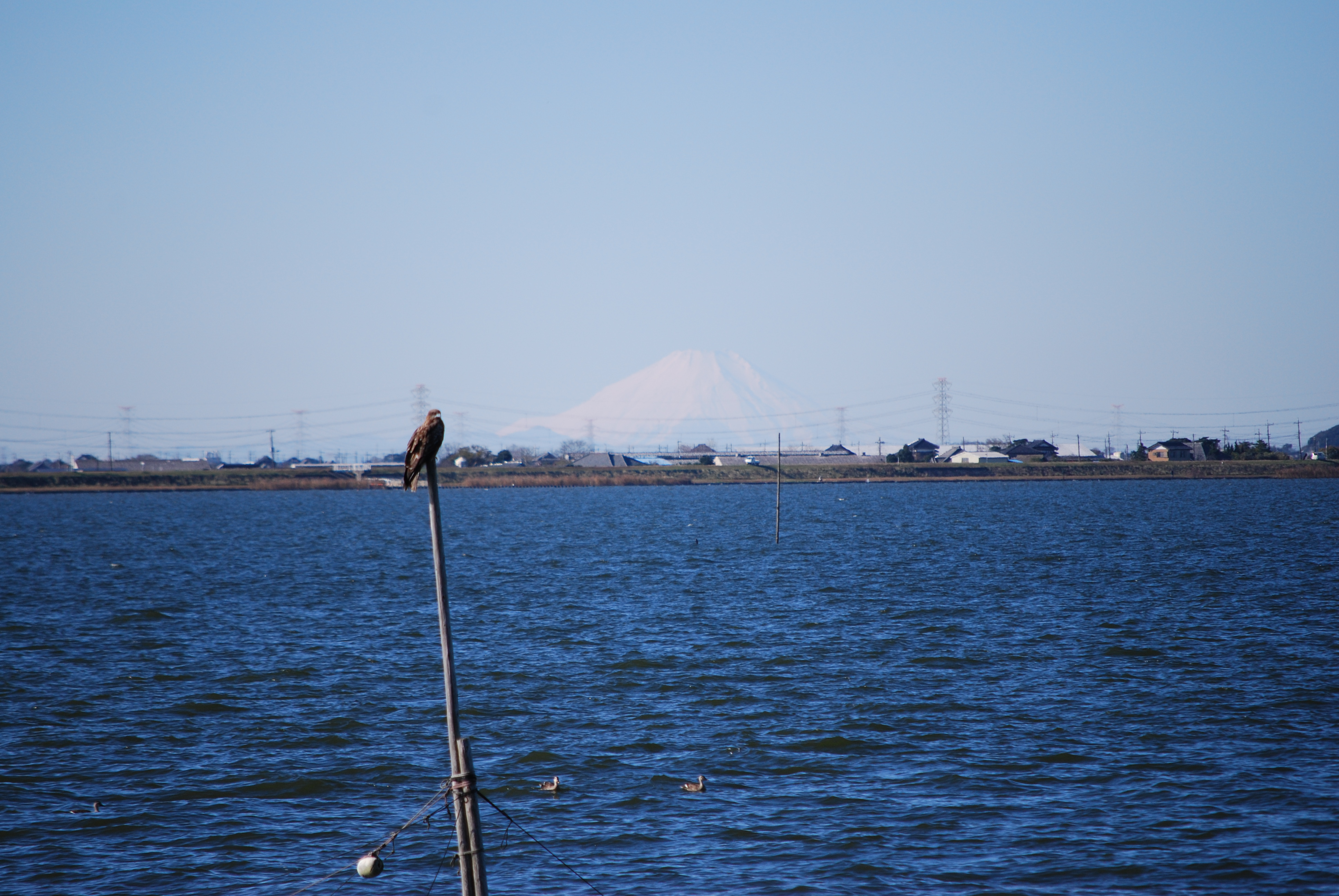
Fuji sett från Kasumigaurasjön.

Kasumigaura (japanska: 霞ヶ浦?) är den näst största insjön i Japan. Den ligger ungefär 60 kilometer nordost om Tokyo. Kasumigaura är egentligen ett namn som används om en grupp på tre insjöar och floderna som förbinder dem; den största insjön heter Nishiura, och de två mindre kallas Kitaura och Sotonasakaura.
Området runt sjön domineras av naturligt landskap (45 %) och jordbruksområden (43,5 %). I ändan av den västligaste armen av Nishiura ligger staden Tsuchiura med 141 181 invånare (2015).
Kasumigaura var förr en havsbukt, men den har skilts från Stilla havet genom en process med avsättning av sedimenter från floderna i området och landhöjning.  I Edoperioden var sjön känd för sitt goda fiske, men detta har nu minskat kraftigt som en följd av försämrad vattenkvalitet som har förorsakats av en plan för avsaltning samt stängningen av en tidvattensport år 1963.